# 야성의 부름

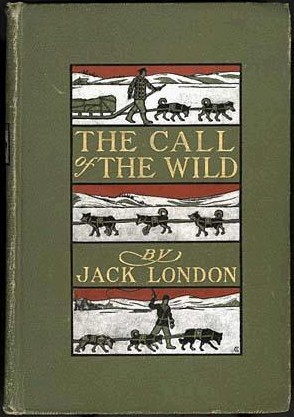

야성의 부름(The Call of the Wild)은 잭 런던의 장편소설이다. 다윈 및 스펜서의 영향을 받은 런던의 출세작으로 많은 독자를 얻었다.
1897년 캐나다의 클론다이크에서 금광이 발견되자 사람들은 황금을 얻기 위해 쇄도했다. 명견(名犬) 벅은 캐나다로 팔려가서 다른 개들과의 치열한 생존경쟁 끝에 살아 남는다. 그 후 주인도 바뀌고 숲에서 울려퍼지는 황야의 부르짖음에 끌려 벅은 그곳으로 질주해 간다.
런던은 명견(名犬) 벅이라는 주인공을 통해 생물학적 법칙을 사회문제에 적용시켰다.